# ژانگ شیان
ژانگ شیان (انگلیسی: Zhang Xian؛ زادهٔ ۱۶ مارس ۱۹۸۵) بازیکن والیبال زن اهل چین بود. وی در بازی‌های المپیک تابستانی ۲۰۱۲ شرکت کرده‌است.